# أبو برزة الأسلمي
أبو برزة الأسلمي  هو الصحابي نَضْلَة بن عُبَيْد بن الحارث بن حبال بن ربيعة بن دعبل بن أنس بن خزيمة بن مالك بن سلمان بن أسلم بن أفصى الأسلمي. وقيل: نضلة بن عبد الله بن الحارث، وقيل: عبد الله بن نضلة. أسلم قديماً، وشهد فتح خيبر، وفتح مكة، وحنينا، وسكن البصرة، وولده بها، وغزا خراسان، ومات بها أيام يزيد بن معاوية، أو في آخر أيام معاوية، وكان يهتم بإطعام الفقراء والمساكين واشتهر بكنيته.

## حبه للنبى
عن الأزرق بن قيس قال: كنا على شاطئ نهر بالأهواز، فجاء أبو برزة يقود فرسا، فدخل في صلاة العصر. فقال رجل: انظروا إلى هذا الشيخ، وكان انفلت فرسه، فاتبعها في القبلة حتى أدركها، فأخذ بالمقود، ثم صلى. قال: فسمع أبو برزة قول الرجل، فجاء فقال: ما عنفني أحد منذ فارقت رسول الله غير هذا، إني شيخ كبير، ومنزلي متراخ، ولو أقبلت على صلاتي، وتركت فرسي، ثم ذهبت أطلبها، لم آت أهلي إلا في جنح الليل. لقد صحبت رسول الله - صلى الله عليه وسلم - فرأيت من يسره. فأقبلنا نعتذر مما قال الرجل.